# Lathyrus hirsutus
Gesse hérissée, Gesse hirsute
Espèce
Statut de conservation UICN

 LC  : Préoccupation mineure
Lathyrus hirsutus, la Gesse hérissée ou Gesse hirsute, est une espèce de plantes à fleurs de la famille des Fabacées. C'est une
plante bisannuelle.

## Statut de protection
En France, l'espèce figure sur la liste rouge des plantes du Nord-Pas-de-Calais.